# A6 (Portugal)
De A6 of Auto-estrada do Alentejo Central  is een autosnelweg in Portugal die van Marateca naar de grens met Spanje loopt. De A6 is 159 kilometer lang. De weg start aan de A2 op 50 kilometer ten zuidoosten van Lissabon en voert via Évora en Elvas naar Spanje, waar de A6 aansluit op de Spaanse A-5 naar Madrid.
A1 · 
A2 · 
A3 · 
A4 · 
A5 · 
A6 · 
A7 · 
A8 · 
A9 · 
A10 · 
A11 · 
A12 · 
A13 ·
A13-1 · 
A14 · 
A15 · 
A16 · 
A17 · 
A18 · 
A19 · 
A20 · 
A21 · 
A22 · 
A23 · 
A24 · 
A25 · 
A26 · 
A27 · 
A28 · 
A29 · 
A30 · 
A31 · 
A32 · 
A33 · 
A34 · 
A35 · 
A36 · 
A37 · 
A38 · 
A39 · 
A40 · 
A41 · 
A42 · 
A43 · 
A44 · 
A47 · 
A48 · 
VRI